# I Got Rhythm?
『I Got Rhythm?』（アイ ガット リズム）は、大橋トリオのメジャー1枚目のフルアルバム。

## 解説
2009年11月11日発売。作詞はmicca（#2,3,6,7,9,10,11）、Joshua Katris（#1,4,5,8,11）。全作曲および音楽プロデュースは大橋好規。
大橋トリオにとって通算4枚目のアルバム作品で、フルアルバムとしてはデビュー作『PRETAPORTER』以来、メジャーレーベル移籍後では初の発表となる。本作のキャッチコピーは「甘い癒しのスウィング・ダンスミュージック」「ヒゲとハットの音楽家、一人なのに大橋トリオ」。アルバムからの先行配信となる配信限定シングル「僕と月のワルツ」を含む全12曲収録。全曲で大橋はピアノ、ギター、ベースの演奏を行っており、「VOODOO」「Every Day」「僕と月のワルツ」の3曲においては、大橋自身が全ての楽器演奏を行っている。
本作のキャンペーンとして、タワーレコード店舗限定で購入者を対象に、本作のロゴ入りのエコバッグが配布された。また、アルバム発売前となる9月30日にはフジテレビ系音楽特別番組『FACTORY』が、11月8日にはNHK音楽番組『MUSIC JAPAN』がそれぞれ放送され、スタジオライブでリードトラック「Winterland」を演奏した。
本作のテーマは「ダンス」で、楽曲自身とは対極のイメージにある「ダンス」という概念を意識して制作したらどのようなものが出来るだろうかという、イメージとの言葉的なギャップを狙って制作された。

## 収録曲
1. I Could Be
2. Winterland
  - テレビ東京系『JAPAN COUNTDOWN』2009年11月度オープニング・テーマ
  - RKBテレビ『チャートバスターズR!』2009年11月度エンディング・テーマ
  - 熊本朝日放送『5ch』2009年11月度エンディング・テーマ
  - 関西テレビ放送『音エモン』2009年11月度パワープッシュ

本作のリードトラックとしてPVも制作され、音楽専門チャンネルMUSIC ON! TV『recommend』の11月度パワープレイ枠で大量オンエアされた。PVはアルバムのジャケットワークと同様の構成で、本人曰く「サーカスの団長」をイメージとしている[要出典]。
3. sing sing
  - 関西テレビ放送・フジテレビ系『さんまのまんま』エンディング・テーマ
4. Here To Stay
5. Voodoo
6. 君は雨
7. Emerald
8. Every Day
9. 誇り高き花のように
ストリングスアレンジはシンガーソングライターのコトリンゴが務めている。
10. ここにあるから
11. 僕と月のワルツ
  - フジテレビ系ショートドラマ『恋時雨』「カナブンはいない」主題歌

本作発売に先駆け、9月23日より配信限定シングルとして先行配信された。PVには『恋時雨』でパーソナリティーとして出演した女優の吉高由里子が出演している。PVには大橋自身は出演せず、大橋を模した人形が登場している。アートワークはイラストレーターの岸野真生子が務めている。
12. Lady